# Hymenasplenium ikenoi
Hymenasplenium ikenoi är en svartbräkenväxtart som först beskrevs av Tomitaro Makino, och fick sitt nu gällande namn av Ronald Louis Leo Viane. Hymenasplenium ikenoi ingår i släktet Hymenasplenium och familjen Aspleniaceae. Inga underarter finns listade.